# ديفيد مكاي
ديفيد مكاي هو مصارع هاوي كندي، ولد في 1 مارس 1960 في وينيبيغ في كندا.

## وصلات خارجية
- ديفيد مكاي على موقع قاعدة بيانات المصارعة الدولية (الإنجليزية)
- ديفيد مكاي على موقع أوليمبيديا (الإنجليزية)
- ديفيد مكاي على موقع اللجنة الأولمبية الكندية (الإنجليزية)